# Antonio Reguero
Antonio Reguero Chapinal (Madrid, España, 4 de julio de 1982) es futbolista español que juega de guardameta en el HJK Helsinki de la Veikkausliiga finlandesa.

## Carrera deportiva
Antonio Reguero, en su juventud inició su carrera en el mundo del fútbol jugando en posición de guardameta en las diferentes categorías inferiores del Real Madrid Club de Fútbol.
Después, en el año 2004, se trasladó hacia la Comunidad Valenciana donde estuvo jugando también en las categorías inferiores del Villarreal Club de Fútbol.
Posteriormente en el año 2005, debutó profesionalmente como guardameta en Segunda División B de España perteneciendo al Alicante Club de Fútbol hasta 2007 que pasó al club Mazarrón, en 2008 estuvo en la Unión Deportiva Lanzarote, en 2009 en el Racing Club de Ferrol, en 2010 en el Club de Fútbol Gandia donde permaneció hasta 2012.
En el mes de junio de 2012 firmó un contrato con el club escocés Inverness Caledonian Thistle Football Club, donde debutó internacionalmente el 29 de septiembre en una victoria obtenida de 4-0 contra el Dundee United en la Premier League de Escocia.
Un año más tarde en 2013 fichó por el Kilmarnock Football Club, pasando toda la temporada como suplente y sin llegar a debutar. En junio de 2014 anunció su pase al Ross County Football Club para la temporada 2014-15.
En 2016 se marcharía a Finlandia para jugar en las filas del RoPS Rovaniemi de la Veikkausliiga, en el que jugaría durante tres temporadas y media en las que disputó 123 partidos con la camiseta del Rovaniemi.
En octubre de 2019, tras acabar contrato, el guardameta madrileño de 37 años se compromete con HJK Helsinki, para disputar la temporada 2020 de la Veikkausliiga.
En octubre de 2020, conquistó la Suomen Cup (Copa de Finlandia), ya que el guardameta madrileño dejó su portería a cero ante el Inter Turku de José Riveiro y Álvaro Muñiz Cegarra.
El 22 de diciembre de 2020, firma por el FC Lahti de la Veikkausliiga finlandesa.
El 3 de enero de 2023, firma por el HJK Helsinki de la Veikkausliiga finlandesa. Y al final de la temporada 2023-24 se retirada.

## Clubes
| Club                               | País      | Año       |
| ---------------------------------- | --------- | --------- |
| Real Madrid C. F. "C"              | España    | 2001-2003 |
| Villarreal C. F. "B"               | España    | 2003-2004 |
| Orihuela C. F.                     | España    | 2004-2005 |
| Alicante C. F.                     | España    | 2005-2007 |
| Mazarrón C. F.                     | España    | 2007-2008 |
| U. D. Lanzarote                    | España    | 2008      |
| Racing Club de Ferrol              | España    | 2009-2010 |
| C. F. Gandía                       | España    | 2010-2011 |
| Inverness Caledonian Thistle F. C. | Escocia   | 2012-2013 |
| Kilmarnock F. C.                   | Escocia   | 2013-2014 |
| Ross County F. C.                  | Escocia   | 2014-2015 |
| Hibernian F. C.                    | Escocia   | 2015-2016 |
| RoPS Rovaniemi                     | Finlandia | 2016-2019 |
| HJK Helsinki                       | Finlandia | 2020      |
| FC Lahti                           | Finlandia | 2021-2022 |
| HJK Klubi 04                       | Finlandia | 2023-2024 |